# Tessère d'Oddibjord
Oddibjord Tessera
Pour les articles homonymes, voir Oddibjord.
La tessère d'Oddibjord (désignation internationale : Oddibjord Tessera) est un terrain polygonal situé sur Vénus dans le quadrangle de Snegurochka Planitia. Il a été nommé en référence à Oddibjord, déité scandinave de la fortune.